# Civil a pályán (film)
A Civil a pályán 1951-ben készült magyar filmvígjáték, Keleti Márton rendezésében, Soós Imre, Latabár Kálmán, Ferrari Violetta, Szusza Ferenc és Görbe János főszereplésével. A humoros, ugyanakkor népművelő célzatú film a sportra való buzdítással foglalkozik.

## Történet
Rácz Pista (Soós Imre) kiváló dolgozó, de nem szereti a sportot, mert szerinte a munka rovására megy. Ugyanabban a brigádban dolgozik a népszerű focista, Teleki Jóska (Szusza Ferenc) is, aki nem nézi jó szemmel, hogy Pista a sport miatt neheztel rá. Amikor Pista beleszeret Jóska húgába, Marikába (Ferrari Violetta), rájön, hogy muszáj sportolni.

## Szereplők
- Soós Imre – Rácz Pista
- Latabár Kálmán – Karikás
- Ferrari Violetta – Teleki Marika
- Szusza Ferenc – Teleki Jóska
- Görbe János – Dunai százados
- Gózon Gyula – Lajos bácsi
- Peti Sándor – Inke bácsi
- Tompa Sándor – Csótány
- Rajczy Lajos – Mészáros
- Solthy György – Bogdán
- Zách János – Bakos, ÜB titkár
- Gobbi Hilda – Rácz néni
- Mányai Lajos – edző
- Gálcsiki János – Varga Pali
- Dajbukát Ilona – Erzsi néni
- Árkos Gyula – Lakatos
- Latabár Árpád – szakállas
- Tapolczai Gyula – Gecső, sportfelelős
- Pethes Sándor – Kubanek
- Alfonzó – műtős
- Bánhidi László – Teleki apuka
- Hlatky László – sofőr
- Keleti László – sofőr
- Károlyi Béla – a motoros rendőr, akinek a motorkerékpárjáról a nyereg az országúton hagyott Karikás kezében marad, illetve az a rendőr, aki a film végén feltartóztatja a menekülő Bogdánt
- Csákányi László – a Mészáros brigád tagja
- Lorán Lenke – az egyik röplabdázó lány a Balatonnál
- Misoga László – az egyik szurkoló a meccsen
- Vándor József – orvos
- Szepesi György – önmaga
- Gyarmati Olga – önmaga
- Keleti Ágnes – önmaga
- Papp László – önmaga

Valamint: Deák Sándor, Gonda György

## Érdekesség
A film eredetileg színes volt, azonban a Ludas Matyi című filmhez hasonlóan ez is a kísérleti Gevacolor filmszalagra készült, amely hamar kifakult.

## Televíziós megjelenés
M1, M2, ATV, Duna, TV2 (1 és 2. logó), Filmmúzeum, Humor 1, Duna World, M3